# Multiverso (DC Comics)

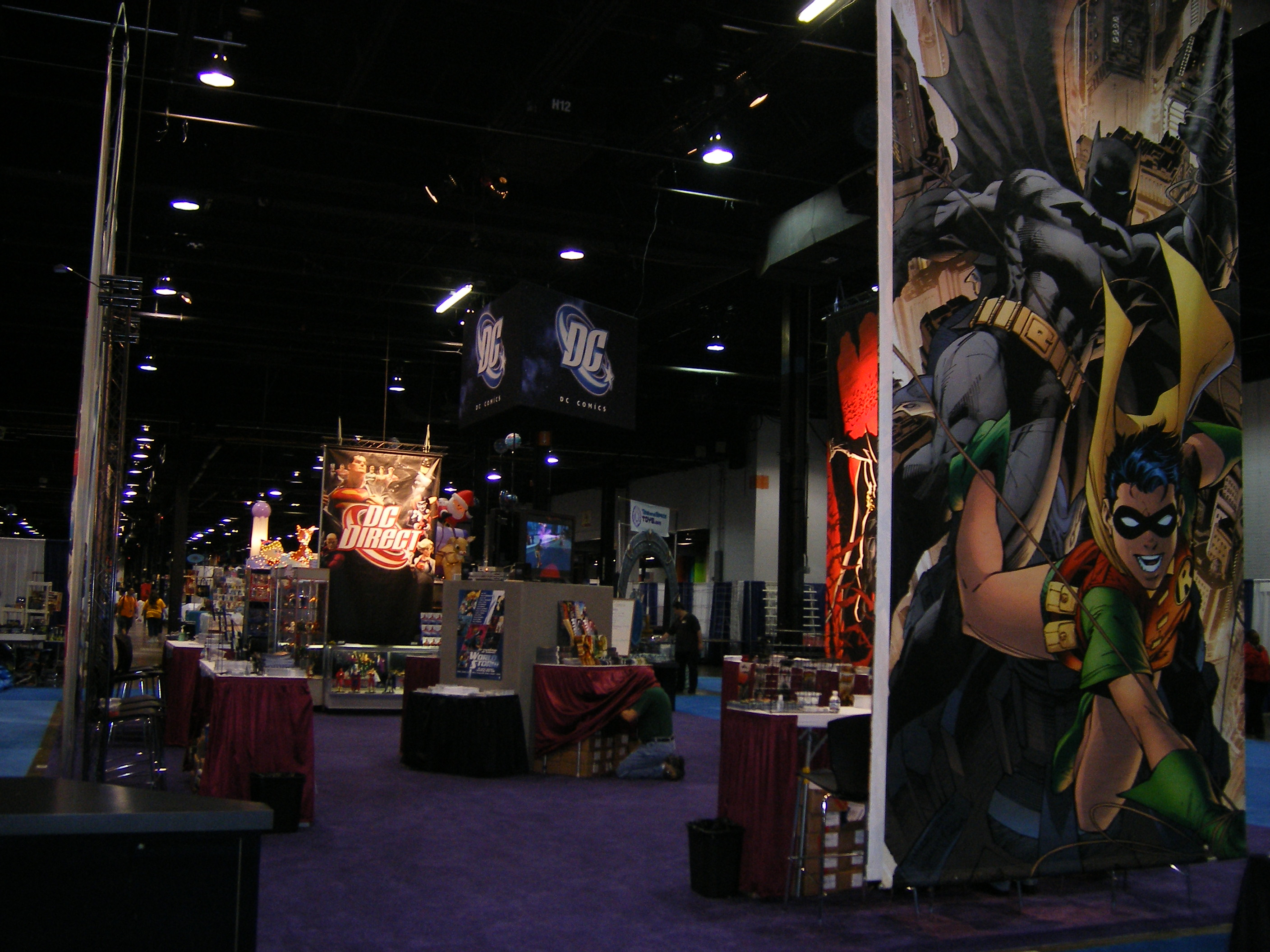
DC Booth Wizard World Chicago 2006

O Multiverso (Terras Paralelas) é um conceito criado pela DC Comics para um multiverso. Eram infinitos universos, com suas próprias versões do planeta Terra. Estes universos estavam em constante vibração, e ocupavam todas o mesmo lugar no espaço, mantendo-se separadas apenas por esta diferença vibracional. Surgiu pela primeira vez nas histórias do Flash, que conseguia alcançar as diferentes Terras do mesmo modo que conseguia atravessar objetos sólidos, vibrando em supervelocidade. O conceito das Terras Paralelas foi extinto em Crise nas Infinitas Terras; os habitantes das outras Terras tiveram suas origens reescritas de modo que nasceram todos em nosso próprio universo.

## Multiverso Original
Tudo começou em The Flash #123 na história Flash of Two Worlds quando Barry Allen conseguia alcançar
diferentes Terras vibrando em supervelocidade e encontrou o Flash Jay Garrick (só que ele morava em outra dimensão, a Terra 2).
Em Justice League of America #22 (anos 60) foi mencionada que existiria mais uma Terra pelos Campeões do Crime (vilões das Terras 1 e 2 agindo em conjunto). Uma vez os vilões tiveram a ideia: Se existia uma Terra 1 e uma Terra 2, com certeza deveria haver uma Terra 3! A seguir cada um deles tentou atingir a dita dimensão da Terra 3, mas os heróis chegaram antes e os prenderam. Mas a Terra 3 só foi mostrada propriamente dita em Justice League of America #29, onde houve a primeira aparição do Sindicato do Crime da Amérika.
Ainda falando de encontros, em Justice League of America #135-137, Rei Kull atingiu a Pedra da Eternidade e usou um dispositivo para paralisar o Mago Shazam e todos os deuses do panteão de Shazam, com exceção de Mercúrio, que fugiu. Ademais, Kull convenceu diversos vilões, das dimensões da Terra 1, da Terra 2 e da Terra S (onde Kull residia) a dominar tais planos de existência para ele. Membros da Liga da Justiça e Sociedade da Justiça, bem como heróis da Fawcett Comics (Íbis, o invencível, Bulletman e Bulletgirl, Spy Smasher, Mr. Scarlet e Pinky) intervieram contra o plano de Kull. Foi a primeira vez que uma história envolvendo 3 Terras Paralelas se deu, se você desconsiderar o encontro da Liga da Justiça e Sociedade da Justiça com o Sindicato do Crime.
A Terra X é um planeta onde a 2ª Guerra Mundial durou décadas. Na Terra 2, o lado europeu era protegido por uma barreira mística criada por Rei Dragão a serviço de Hitler e impediam os heróis a atuarem na guerra, o Tio Sam, teimoso como ele só, resolveu ir para a Terra X, outra dimensão onde havia nazistas, mas não havia barreira mística. Sam levou alguns heróis da Terra 2 para Terra X. Ele chamou a este mundo um grupo de heróis que foi rapidamente massacrado pelas forças do Eixo, embora muito corajosos, a Segunda Guerra durou décadas na Terra X, e só foi ganha quando o grupo recebeu apoio conjunto da Sociedade da Justiça e a Liga da Justiça. Embora a 2ª Guerra tenha durado tanto tempo na Terra-X, curiosamente nenhum dos integrantes dos Combatentes da Liberdade pareceu envelhecer. Muito provavelmente, isto foi um furo de roteiro que perdurou por anos.
A Terra Prime foi introduzida em The Flash #179, quando Barry Allen encontrou Julius Schwartz. Este conceito foi derrubado uma série de vezes, a começar pelo surgimento de um herói chamado Ultraa, um alien que havia sido criado por aborígenes australianos. Também, o escritor Cary Battes, que escrevia a revista da Liga da Justiça neste tempo, conseguiu chegar a dimensão da Terra 2, onde tornou-se temporariamente líder da Sociedade da Injustiça.
O vilão Ultraman tinha a habilidade de ver por barreiras dimensionais, alertando o Sindicato do Crime sobre a existência de Terras Paralelas no primeiro aparecimento delas, pois toda vez que ele é exposto à kryptonita, ele ganha um novo poder. Entretanto, ele não era o único; Sr. Destino, com o cristal de Nabu, conseguia ver através das dimensões.

### Terras Catalogadas
| Designação                    | Era                         | Habitantes | Notas | 1ª Aparição                                                               |
| ----------------------------- | --------------------------- | --- | --- | ------------------------------------------------------------------------- |
| Terra-0                       | Crise Infinita              | Povoada por versões "Bizarro" de vários personagens da DC Comics. | - A primeira aparição desta Terra foi em apenas um quadro da edição #6 da minissérie "Crise Infinita". O Mundo Bizarro original não era uma Terra paralela, era um outro planeta que existia no mesmo universo da Terra-Um. | Infinite Crisis #6 (2006)                                                 |
| Terra-1                       | Pré-Crise                   | Heróis da "Era de Prata", incluindo a Liga da Justiça original: o cientista policial Barry Allen como o Flash, Hal Jordan como Lanterna Verde, o thanagariano Katar Hol como Gavião Negro e o cientista Ray Palmer como o Eléktron.                                                                 | - Como Terra padrão da maioria das histórias publicadas pela DC, enquanto existia o Multiverso, a Terra-Um era o planeta mais populoso e explorado, o que o fez ter dominância quando aconteceu a fusão dos mundos durante a Crise nas Infinitas Terras. Na continuidade "oficial" do Universo DC pós-Crise, esta fusão resultou em apenas um único universo, com uma única Terra. - A primeira menção como uma Terra distinta foi em Flash #123 (1961); a primeira vez em que foi chamada de Terra-Um foi em Justice League of America #21 (1963). | More Fun Comics #101 (1945)                                               |
| Terra-2                       | Pré-Crise                   | Heróis da "Era de Ouro", incluindo a Sociedade da Justiça, formada no início da Segunda Guerra Mundial: o estudante de química Jay Garrick como o Flash/Joel Ciclone, o engenheiro Alan Scott como Lanterna Verde; o arqueologista Carter Hall como Gavião Negro; e o baixinho Al Pratt como Átomo. | - Politicamente, a Terra-2 era bem diferente da Terra-1: Quebec era uma nação autônoma independente; a África do Sul aboliu o apartheid mais cedo; os países atlanteanos de Poseidonis e Tritonis foram governados por uma rainha e não um rei, e, ao contrário da Terra-1, a Atlântida emergiu para a superfície ao invés de submergir para o fundo do mar. - A primeira menção como uma Terra distinta foi em Flash #123 (1961); a primeira vez em que foi chamada de Terra-2 foi em Justice League of America #21 (1963). | New Fun Comics #1 (1935)                                                  |
| Terra-3                       | Pré-Crise                   | Sindicato do Crime da América, com versões malignas dos heróis da Terra-1 (Ultraman, Supermulher, Coruja, Anel Energético, Johnny Quick), e o heroico Alexander Luthor e seu filho Alexander Luthor Jr..                                                                                            | - A história desta Terra é totalmente contrária à Terra-1: os americanos Cristóvão Colombo descobriu a Europa; a Grã-Bretanha se libertou dos Estados Unidos; o presidente John Wilkes Booth foi assassinado pelo ator Abraham Lincoln; as cores da bandeira americana são invertidas: estrelas negras sobre um fundo vermelho, com listras azuis e pretas; e todos os super-heróis conhecidos lá são supervilões e vice-versa. | Justice League of America #29 (1964)                                      |
| Terra-4                       | Crise nas Infinitas Terras  | Heróis e vilões da antiga Charlton Comics: Capitão Átomo, Besouro Azul, Sombra da Noite, Pacificador, Questão, Thunderbolt (Peter Cannon), e Mestre Judoca. | - Esta Terra foi apresentada no início da "Crise" e desapareceu menos de um ano depois. - Foi mencionada em Crisis on Infinite Earths #1 (Abril/1985). | Yellowjacket #1 (1944)                                                    |
| Terra 5                       | Pré-Crise                   | Bruce Wayne. | - Transportado pelo Vingador Fantasma para este universo, onde Krypton nunca existiu e não há nenhum super-herói, o Batman da Terra-1 impediu o assassinato desta versão de seus pais a assim inspirou o Bruce Wayne desta Terra a se tornar o Batman. - Mencionada em Absolute Crisis On Infinite Earths (2006). | Detective Comics #500 (1981)                                              |
| Terra-6                       | Crise nas Infinitas Terras  | Lady Quark, Lorde Volt e a filha Princesa Fern. | - A Terra-6 era aparentemente governada por uma família real de super-heróis (Lorde Volt era o rei, que mencionou o reinado de sua família sobre o planeta). A América perdeu a Guerra da Independência e a tecnologia se desenvolveu mais do que na Terra-1. - Foi destruída pela onda de antimatéria durante a "Crise", sendo Lady Quark sua única sobrevivente. | Crisis on Infinite Earths #4 (Junho/1985)                                 |
| Terra-7                       | Crise Infinita              | Anjo Negro, uma versão maligna de Donna Troy. | - O Antimonitor salvou Anjo Negro da morte, assim como o Monitor salvou a Precursora; ela escapou da compressão do Multiverso e passou a atormentar Donna Troy através de várias encarnações. | DC Special: The Return of Donna Troy #4 (2005)                            |
| Terra-8                       | Infinite Crisis             | Ruptura (Tim Zanetti), Lanterna Verde (Kyle Rayner), Caçadora (Helena Bertinelli) e Nuclear (Jason Rusch). | - Em uma entrevista, o roteirista da "Crise Infinita" Geoff Johns disse que todos os personagens criados após a "Crise nas Infinitas Terras" eram habitantes da Terra-8. | Infinite Crisis #5 (2006)                                                 |
| Terra-11                      | Pré-Crise                   | "Tin" | - Foi devastada por uma guerra nuclear em 1966. - Mencionada em Absolute Crisis On Infinite Earths (2006). | Teen Titans Spotlight #11 (1987)                                          |
| Terra-12                      | Pré-Crise                   | Quinteto Inferior (The Inferior Five): Awkwardman, Blimp, Dumb Bunny, Merryman e White Feather. | - Esta Terra pode ter abrigado outros super-heróis em versão comédia da DC Comics. Referências, na publicação da série, indicaram haver uma versão da Liga da Justiça neste universo. - Mencionado em Oz-Wonderland War #3 (1985). | Showcase Comics #62 (1966)                                                |
| Terra-14                      | Pós-Crise                   | Desconhecido | - Esta Terra nunca foi descrita. A única referência feita a ela foi um comentário sobre uma espécie de borboleta púrpura que era da Terra-14. | Animal Man #24 (1990)                                                     |
| Terra-15                      | Pré-Crise                   | Gigantes de Pedra (Stones Giants). | - Mencionada em Absolute Crisis On Infinite Earths (2006). | Justice League of America (vol. 1) #15 (1962)                             |
| Terra-16                      | Pós-Crise                   | Personagens das Terra 1 e da Terra 2 | - Os personagens da Terra 1 e da Terra 2 vivem no mesmo universo. - É nesse universo que acontece os eventos de Young Justice. | Young Justice - 1 Season - Episode 1 Independence Day - November 26, 2010 |
| Terra-17 de Grant Morrison    | Pré-Crise                   | Overman | - Os heróis deste universo eram na verdade experimentos criados pelo governo. Os habitantes desta Terra eram Overman (contraparte do Superman), que ficou louco e destrutivo após contrair uma doença venérea; uma Mulher-Maravilha negra e musculosa, um Flash não identificado e um Lanterna Verde punk. - Overman fez uma aparição em Crise Infinita #5. | Animal Man #23 (1990)                                                     |
| Terra-17 Pós-Kirby            | Pré-Crise                   | Novos Deuses. | - É o universo onde as estórias do Quarto Mundo (Fourth World) pré-Crise e que não foram escritas por Jack Kirby aconteceram. | First Issue Special #13                                                   |
| Terra-25G                     | Crise Infinita              | Desconhecidos | - Uma das três Terras nomeadas por Alexander Luthor durante a Crise Infinita, em sua busca pela Terra perfeita; não há nenhuma informação sobre este universo. | Infinite Crisis #6 (2006)                                                 |
| Terra-27                      | Pós-Crise                   | Angel Mob, Homem-Animal (deceased), Batman, Fera B'Wana, Envelope Gir, Front Page, Green Cigarette, Human Vegetable, Notional Man e Nowhere Man. | - Lar de várias versões do Homem-Animal, Batman e Fera Bwana. - Em sua história, Hitler foi enforcado por seus crimes de guerra e Edward Kennedy morreu afogado na ilha de Chappaquiddick. O governo americano é corrupto e extremamente conservador. - O Buddy Baker da Terra-1 só pode existir neste universo dentro do corpo e mente do Homem-Animal, e apenas poderá deixá-lo quando sua contraparte morrer. - Mencionada em Absolute Crisis on Infinite Earths (2006) | Animal Man #27 (1990)                                                     |
| Terra-32                      | Pré-Crise                   | Contrapartes quase exatas de Hal Jordan, Carol Ferris e outros. | - Depois que Carol Ferris declarou seu amor a Hal Jordan e aceitou sua proposta de casamento, ele finalmente descobriu que havia sido transportado da Terra-1 para este universo, chamando esta Terra de Terra-32. | Green Lantern vol.1 #32 (1964)                                            |
| Terra-61                      | Túnel do Tempo (Elseworlds) | Barbara Gordon (Batgirl/Robin), Detetive Duell (Duas-Caras), Hayley Fitzpatrick (Harley Quinn), Richart Gruastark/Dick Grayson (Robin), Bianca Steeplechase (Coringa) e Bruce Wayne (Batman). | - Um mundo onde Bárbara Gordon e seu namorado Richart Graustark se tornaram Batgirl e Robin, em 1961, e lutaram contra policiais corruptos e outros tipos liderados por Bianca Steeplechase, a Coringa, que mais tarde matou Richart. O detetive Bruce Wayne, da Polícia de Gotham, que havia estado preso por assassinato, assumiu a identidade de Batman e Bárbara passou a ser Robin, buscando vingança pela morte de seu amado. - A família de Bruce Wayne perdeu toda a sua fortuna durante a Grande Depressão Americana, e a Mansão Wayne foi comprada por Bárbara Gordon. - Mencionada em Absolute Crisis on Infinite Earths (2006). | Batgirl & Robin: Thrillkiller (1997)                                      |
| Terra-86                      | Pré-Crise                   | Cavaleiros Atômicos, Hércules, Kamandi e OMAC, o Exército de Um Homem Só. | - Uma Terra que foi devastada por uma guerra nuclear em 1986. - Nomeada em Absolute Crisis on Infinite Earths (2006). | Strange Adventures #117 (1960)                                            |
| Terra-96                      | Túnel do Tempo (Elseworlds) | Versões mais velhas dos heróis da Terra pós-Crise. | - No futuro da cronologia desta Terra, o Superman se retirou de ação por dez anos, após eventos que o fizeram de decepcionar com a raça humana. Para combater com uma nova e corrupta geração de heróis, Superman forma uma nova Liga da Justiça. - Nomeada em Absolute Crisis on Infinite Earths (2006) | Kingdom Come #1 (1996)                                                    |
| Terra-97                      | Túnel do Tempo (Elseworlds) | Personagens da linha "Tangent Comics". | - Nomeada em Infinite Crisis #6 (2006) | Na linha Tangent Comics da DC.                                            |
| Terra-154                     | Pré-Crise                   | Superman Jr. (Clark Kent Jr.) e Batman Jr. (Bruce Wayne Jr.), os 'Super-Filhos (Supersons), versões jovens filhos dos super-heróis. | - Os filhos de Clark Kent e Lois Lane, e de Bruce Wayne e Kathy Kane tentam honrar o legado de seus pais, mas sempre acabam se metendo em encrencas. Sua última aparição, em World's Finest #263, alega que as estórias dos Super-filhos eram apenas simulações de computador. Os Super-filhos também apareceram em Elseworlds 80-Page Giant, 1999. - Esta Terra é também chamada de Terra-E; nome dado por Mark Gruenwald em Omniverse #1 (1977), usado em estórias dos anos 50. As revistas Official Crisis on Infinite Earths Index e Official Crisis on Infinite Earths Crossover Index chamaram-na de Terra-2A e Terra-2 Alternativa, respectivamente. - Mesclada com a Terra-462 por Alexander Luthor durante a Crise Infinita. - Nomeada em Infinite Crisis #6 (2006) | World's Finest Comics #154 (Dez/1966)                                     |
| Terra-162                     | Pré-Crise                   | Superman Vermelho & Superman Azul. | - Lar do Superman Vermelho, que se casou com Lana Lang e do Superman Azul, casado com Lois Lane. - Nomeada em Absolute Crisis on Infinite Earths. | Superman (vol. 1) #162                                                    |
| Terra-172                     | Pré-Crise                   | Batman, Legião dos Super-Heróis e Superman. | - Terra onde Bruce Wayne foi adotado pelos Kents e se tornou irmão de Clark, mais tarde combatendo o crime com ele, como a dupla Superboy e Batboy; quando adultos se mudaram para Gotham City, onde Clark foi repórter do Gotham Gazette. Já como Batman, Bruce visitava a Legião dos Super-Heróis no século XXX. - Nomeada em Absolute Crisis on Infinite Earths (2006). | World's Finest #172                                                       |
| Terra-178                     | Pré-Crise                   | Superman como Nova. | - Terra onde Superman perdeu seus poderes e adotou a identidade de Nova. - Nova fez uma aparição pós-Crise em Infinite Crisis #5. - Nomeada em Absolute Crisis on Infinite Earths. | World's Finest #178                                                       |
| Terra-247                     | Pós-Zero Hora               | A versão pós-Zero Hora da Legião dos Super-Heróis. | - Nos séculos XXX/XXXI, esta Legião tinha entre seus membros o herói Valor, vindo do século XX da Terra pós-Crise. Estes heróis interagiram regularmente com os heróis dos séculos XX/XXI, na Terra pós-Zero Hora, e acreditavam que sua Terra era genuinamente o futuro daquela. Nesta realidade, tiveram seus nomes atualizados, como Curto-Circuito (Live Wire) ao invés de Relâmpago (Lightning Lad). Esta linha cronológica foi destruída por várias versões do Quinteto Fatal (Fatal Five) e pelos golpes dados pelo Superboy Primordial. - Nomeada em Infinite Crisis #6 (2006), em homenagem à edição nº 247 da revista Adventure Comics (1958), onde aconteceu a primeira aparição da Legião.                                                                       | Legion of Super-Heroes #0 (1994)                                          |
| Terra-276                     | Pré-Crise                   | Capitão Trovão (Captain Thunder) | - Terra do Capitão Trovão, um plágio do Capitão Marvel, que enfrentou Superman nos anos 70. Esta estória serviu de inspiração para a publicação, em 1978, de "Superman vs. Shazam". - Nomeada em Absolute Crisis on Infinite Earths (2006). | Superman #276 (Jun/1973)                                                  |
| Terra-387                     | Pré-Crise                   | Supergirl | - Terra onde nenhuma divergência histórica aconteceu, exceto que os habitantes dela são lobisomens. - Identificada em Absolute Crisis on Infinite Earths (2006). | Adventure Comics #387                                                     |
| Terra-395                     | Túnel do Tempo (Elseworlds) | Kal, Sir Bruce de Waynesmoor, Rei Arthur, Merlin, Morgana La Fey, Mordred, Lady Loisse, Jamie, Talia al Ghul, Ra's al Ghul and Barão Luthor. | - Terra onde Kal-El aterrissou na Inglaterra medieval e forjou a Espada Excalibur do metal de sua espaçonave. - Sir Bruce de Waynesmoor, vulgo Cavaleiro da Noite, lutou contra Mordred e Ra's al Ghul, até ser colocado em extase em Avalon, juntamente com Rei Arthur e acordar durante a Segunda Guerra Mundial. - Identificada em Absolute Crisis of Infinite Earths (2006). | Superman: Kal (1995)                                                      |
| Terra-462                     | Crise Infinita              | Mulher-Maravilha, Per Degaton, Barão Blitzkrieg, Capitão Nazista e a Turma Titã original (Robin, Ricardito, Kid Flash, Aqualad e Moça-Maravilha). | - Planeta da "Era de Ouro" onde ainda acontece a Segunda Guerra Mundial. A Mulher-Maravilha e a Moça-Maravilha são Cathy Lee Crosby (que estrelou um filme piloto da Mulher-Maravilha e Debra Winger (que apareceu como Moça-Maravilha nas séries de TV dos anos 70). Os demais membros da Turma Titã (Ricardito, Robin, Aqualad e Kid Flash) aparecem com uniformes militares. - Mesclada com a Terra-154 por Alexander Luthor durante a Crise Infinita. | Infinite Crisis #6 (2006)                                                 |
| Terra-494                     | Túnel do Tempo (Elseworlds) | Alfredo, Capitã Felina, Capitão Leatherwing, Laughing Man e Robin Redblade. | - Terra do Captain Leatherwing, um pirata que lutou ao lado da Capitana Felina, contra o insano pirata Laughing Man. - Identificada em Absolute Crisis on Infinite Earths (2006). | Detective Comics Annual #7 (Out/1994)                                     |
| Terra-898                     | Crise Infinita              | Heróis do Velho-Oeste: Jonah Hex, Bat Lash, Caçador de Escalpos, El Diablo, Falcão da Noite e Cinnamon I. | | Infinite Crisis #6 (2006)                                                 |
| Terra-1099                    | Túnel do Tempo (Elseworlds) | Mulher-Gato, Batman, Duas-Caras (Darcy Dent), Crocodilo, Comissário James Gordon | - Terra onde a heroína Mulher-Gato combate o crime em Gotham City e é casada com Bruce Wayne, sem saber que ele é, na verdade, o assassino Batman. - Identificada em Absolute Crisis on Infinite Earths (2006) | Catwoman: Guardian of Gotham #1 (1999)                                    |
| Terra-1191                    | Túnel do Tempo (Elseworlds) | Batman, Drácula, James Gordon, Alfred Pennyworth, Coringa, Duas-Caras, Crocodilo e Mulher-Gato. | - Terra onde o Conde Drácula é o arquiinimigo do Batman, que se tornou um vampiro após ser mordido; ficou insano, por consequência, e matou todos os seus inimigos, até ser morto por James Gordon e Alfred. - Nomeada em Absolute Crisis on Infinite Earths (2006). | Batman and Dracula: Red Rain (1991)                                       |
| Terra-1198                    | Túnel do Tempo (Elseworlds) | Darkseid, Kal-El. | - O foguete que levava o bebê Kal-El desviou de sua rota para a Terra e aterrissou em Apokolips, onde o tirano Darkseid o criou e o usou em sua tentativa de conquista do planeta Terra, até que Kal-El se rebelou contra seu tutor. - Identificada em Absolute Crisis on Infinite Earths (2006). | Superman: The Dark Side #1 (1998)                                         |
| Terra-1289                    | Pós-Crise                   | Batman, Robin, Charada, Harvey Dent. | - Terra onde Batman e Robin enfrentaram o Charada em seu primeiro caso e onde o "Duas-Caras" Harvey Dent foi completamente reabilitado. - Identificada em Absolute Crisis on Infinite Earths (2006). | Comics Revue #41                                                          |
| Terra-1863                    | Túnel do Tempo (Elseworlds) | Abraham Lincoln, Superman. | - Terra onde o kriptoniano Atticus Kent, vulgo Kal-El/Superman, terminou a Guerra Civil em 1963 e impediu o assassinato do presidente Abraham Lincoln no Ford's Theatre. - Identificada em Absolute Crisis on Infinite Earths (2006). | Superman: A Nation Divided                                                |
| Terra-1889                    | Túnel do Tempo (Elseworlds) | Batman, Jack, o Estripador. | - Terra onde Batman iniciou sua carreira em 1889 e lutou contra Jack, o Estripador, que se revelou o responsável pela morte de seus pais. - Primeira estória da linha "Túnel do Tempo (Elseworlds)" publicada. - Identificada em Absolute Crisis on Infinite Earths (2006). | Batman: Gotham by Gaslight                                                |
| Terra-1927                    | Túnel do Tempo (Elseworlds) | Clarc Kent-Son (Super-Man), Lutor, Bruss Wayne-Son (Nosferatu), Diana (Blue Amazon). | - Terra onde o Super-Man luta contra Lutor numa Metropolis estilizada e Bruss Wayne-Son assumiu a identidade de Nosferatu. - Foi inspirada em três clássicos do cinema expressionista alemão pré-Segunda Guerra: o filme "Metrópolis" de Fritz Lang, "Nosferatu" de F.W. Murnau e o "Anjo Azul" de Josef von Sternberg. - Identificada em Absolute Crisis on Infinite Earths (2006). | Superman's Metropolis (1996)                                              |
| Terra-1938                    | Túnel do Tempo (Elseworlds) | Clark Kent, Lois Lane, Lex Luthor, Marcianos. | - Uma Terra onde Clark Kent morreu ao salvar o planeta de uma invasão de Marcianos no ano de 1938. - A Segunda Grande Guerra nunca aconteceu nesta Terra porque Adolf Hitler foi morto pelos Marcianos em 1938. - O Clark Kent deste universo tem os poderes e o uniforme iguais aos do Superman da Era de Ouro. - Identificada em Absolute Crisis on Infinite Earths (2006). | Superman: War of the Worlds #1 (1999).                                    |
| Terra-3181                    | Crise Infinita              | Desconhecido | - Uma das três Terras citadas por Alexander Luthor durante a Crise Infinita, em sua busca pela Terra perfeita; nenhuma outra informação foi revelada. | Infinite Crisis #6 (2006).                                                |
| Terra-3898                    | Túnel do Tempo (Elseworlds) | Superman, Batman. | - Mundo onde Superman e Batman iniciaram a carreira heróica nos anos 30 e seus descendentes seguiram este legado até o século XXX. - Identificada em Absolute Crisis on Infinite Earths (2006). | Superman & Batman: Generations #1 (1998).                                 |
| Terra-A                       | Pré-Crise                   | The Lawless League: versões maléficas do Superman, Batman, Flash, Lanterna Verde e Caçador de Marte. | - A contraparte de Johnny Trovoada da Terra-1 criou a Earth-A usando o Relâmpago para alterar as origens da Liga da Justiça, colocando-os como seus capangas. - A letra "A" remete a "alternativo", por ser uma linha de tempo alternativa da Terra-1. | Justice League of America #37 (Ago/1965)                                  |
| Terra-B                       | Pré-Crise                   | Versões de vários personagens das Terras 1 e 2. | - Esta Terra nunca foi oficialmente descrita, mas foi mencionada, numa seção de cartas respondidas pelo editor/roteirista da DC Bob Rozakis, como cenário de certas estórias fora da contiuidade ou de características não explicadas de alguna personagens, por exemplo, estórias em que a Mulher-Gato cometia assassinato sem nenhum remorso, embora estabelecido que ela não é capaz destes atos. | Contestável.                                                              |
| Terra-C                       | Pré-Crise                   | Capitão Cenoura e o Bando Zoológico: Capitão Cenoura, Gata Cadabra, Casco Veloz, Queijinho, Porco de Ferro, Pato de Borracha e Ianque Poodle; Águia Americana. | - Este mundo é povoado por animais antropomórficos, que se parecem com os personagens da Terra-1. | New Teen Titans #16 (Fev/1982)                                            |
| Earth-C-Menos                 | Pré-Crise                   | Just'a Lotta Animals: Super-Squirrel, Wonder Wabbit, Batmouse, Green Lambkin, Aquaduck e the Crash. | - Esta Terra, como na Terra-C, é povoada por animais antropomórficos. Fatos e personagens deste mundo são versões daqueles da Terra-1; a diferença é que eles são considerados como ficção na Terra-C, onde o alter-ego do Capitão Cenoura é o desenhista da série de quadrinhos Just'a Lotta Animals). | Captain Carrot and His Amazing Zoo Crew #14 (1983)                        |
| Terra-D                       | Pós-Crise                   | Aliança da Justiça da América (Justice Alliance of America) | - A Terra-D apresenta versões dos heróis da Terra-1 em outras etnias, como o Flash asiático, um Superman negro e o Arqueiro Verde como um índio americano. - Nesta Terra os heróis nunca vivenciaram tragédias em suas vidas. É uma combinação de sensibilidades multi-culturais modernas com a inocência característica da Era de Prata. | Legends of the DC Universe: Crisis on Infinite Earths (Fev/1999)          |
| Terra-I                       | Pré-Crise                   | Formas de vida insectóides. | - Um mundo criado por Despero povoado por formas de vida insectóides. - Identificada em Absolute Crisis on Infinite Earths (2006). | Justice League of America (vol. 1) #26                                    |
| Terra-M                       | Pré-Crise                   | Formas de vida aquáticas | - Um mundo criado por Despero povoado por formas de vida aquáticas. - Identificada em Absolute Crisis on Infinite Earths (2006). | Justice League of America (vol. 1) #26                                    |
| Terra-Primordial              | Pré-Crise                   | Ultraa, Superboy-Primordial e o editor da DC Julius Schwartz. | - Supostamente o mundo real. Os super-heróis das Terras 1, 2, S, etc. existem apenas na ficção. - Mundo natal da Legião dos Super-Heróis pós-Crise Infinita. | Flash #179 (1968)                                                         |
| Terra-Q                       | Crise Infinita              | Desconhecido | - Uma das três Terras citadas por Alexander Luthor durante a Crise Infinita, em sua busca pela Terra perfeita; nenhuma outra informação foi revelada. | Infinite Crisis #6 (2006)                                                 |
| Terra-R                       | Pré-Crise                   | Formas de vida reptilianas. | - Um mundo criado por Despero povoado por formas de vida reptilianas. - Identificada em Absolute Crisis on Infinite Earths (2006). | Justice League of America (vol. 1) #26                                    |
| Terra-S                       | pré-Crise                   | Shazam, Capitão Marvel, Mary Marvel, Capitão Marvel Jr., Bulletman e Bulletgirl, Mister Scarlet e Pinky, Minute-Man, Íbis, o invencível, Spy Smasher, Commando Yank, Ísis. | - As publicações da Fawcett Comics nos anos 40 e 50 ocorreram neste planeta, onde se destacaram entre os heróis as equipes Família Marvel, Crime Crusader Club e o Squadron of Justice e entre os vilões, a Monster Society of Evil. - Citada em Shazam! #1 (1973). | Whiz Comics #2 (Fev/1940)                                                 |
| Terra-X do Jimmy Olsen        | Pré-Crise                   | Steelman, a LUTHAR League (League Using Terror, Havoc And Robbery) | - Terra visitada pelo Jimmy Olsen da Terra-1. Perry White é o aposentado Matador, Professor Potter é o chefe mal-humorado e Clark Kent é um escritor de ficção-científica que, secretamete, age como o vilão Joker, que lidera a LUTHAR League. Jimmy recebe os poderes do Superman e se torna Steelman, um super-herói que usa uniforme, combinando o visual do Batman e Superman. - Foi designada Terra-X na capa e no título da edição, mas não na estória em si. | Superman's Pal Jimmy Olsen #93 (1966)                                     |
| Terra-X                       | Pré-Crise                   | Combatentes da Liberdade: Tio Sam, Bomba Humana, Miss América, Ray, Condor Negro, Pequeno Polegar, Lady Fantasma, Flamejante. | - Nesta Terra, a ALemanha nazista venceu a Segunda Guerra Mundial e os Combatentes da Liberdade, oriundos da Terra-2, lutaram para defendê-la. A maioria das publicações da Quality Comics, adquiridas pela DC, se passaram nesta Terra. - Designada em Justice League of America #107 (1973). | The Comics Magazine #1 (1936)                                             |
| Mundo dos Sonhos (Dreamworld) | Pós-Crise                   | Love Syndicate of Dreamworld (Sunshine Superman, Speed Freak e Magic Lantern). | - Mundo baseado no movimento hippie, que teve uma curta aparição na série do Homem-Animal escrita por Grant Morrison. - Mundo dos Sonhos não é a designação oficial desta dimensão paralela, mas foi baseado no nome do grupo de super-heróis de lá. | Animal Man #23 (1990)                                                     |
| (Sem designação)              | Pré-Crise                   | Uma Mulher-Maravilha alternativa, chamada Tara Terruna; Duke Dazam. | - A primeira Terra paralela a aparecer nas estórias da DC Comics; foi visitada pela Mulher-Maravilha da Terra 2, que, ao lado de sua contraparte, enfrentou o conquistador Duke Dazam. - A tecnologia nesta Terra é menos avançada que na Terra-2: a frota de guerra de Dazam é composta de navios movidos a remo. - "Tara Terruna" significa Mulher-Maravilha na língua deste planeta. | Wonder Woman #59 (1953)                                                   |
| (Sem designação)              | Crise Infinita              | Versões aztecas do Superman, Batman e Mulher-Maravilha. | - Esta Terra foi criada por Alexander Luthor durante a Crise Infinita, que mesclou a Terra-154 com a Terra-462. A soma desta junção é igual a 616, que é o número usado para identificar o Universo Marvel. | Infinite Crisis #6 (2006)                                                 |
| (Sem designação)              | Crise nas Infinitas Terras  | Pária | - A Terra de origem do Pária nunca foi oficialmente designada. Os fãs geralmente a chamam de "Terra-Ômega", devido ao fato de que foi lá que se deu o "início do fim". | Crisis on Infinite Earths #7 (1985)                                       |
| Universo de Antimatéria       | Pré-Crise                   | Anti-Monitor, Armeiros de Qward, os Trovejantes (the Thunderers). | - O universo de Qward tem sido descrito como um "universo do mal". A sociedade qwardiana parece ser dominada por uma filosofia de egoísmo e ambição, que pode ser consequência do milênio que passaram sob o julgo dos Armeiros. - Este universo tem um lugar especial dentro do Multiverso: enquanto existem um número infinito de "universos de matéria positiva", existe apenas um Universo de Antimatéria. | Green Lantern #2 (1960)                                                   |

## Outras Terras
Estas Terras apareceram em Crise nas Infinitas Terras, Crise Infinita, 52 e outros embora não sendo principais (exceto as Terras 6 e Omega) com histórias imaginárias. Imagine se você fizesse a seguinte pergunta: O que aconteceria se Superman caisse em Smallville não no Kansas e sim na União Soviética em plena Guerra Fria? A resposta esta em Superman: Entre a Foice e o Martelo, também temos histórias quando Batman e Superman se casaram e tiveram filhos com suas respectivas esposas e esses garotos se tornaram super-heróis, também temos os Super-gêmeos (não são Zan e Jayna da série Superamigos), os Supermen Azul e Vermelho, outro mundo que existe é onde ocorreu a série de TV  da Mulher-Maravilha e também não podemos esquecer dos crossovers. Depois da Crise surgiram novas Terras, um exemplo é a Tangent Comics e muitos Elseworlds (outros mundos) no Multiverso depois de ser destruído.
Em 52 foi revelado a existência de um novo multiverso similar ao original a diferença que são 52 mundos distintos sendo que uma delas é a Nova Terra que nasceu após a Crise Infinita.
- Estas são as outras terras que fazem parte do multiverso:

| Designação                       | Era                                            | Habitantes                                                                        | Notas | Primeira aparição                                             |
| Terra 0                          | Crise Infinita                                 | Bizarro.                                                                          | Htrae é um planeta separado do Multiverso, pois ele foi colonizado por versões Bizarras dos personagens. | Infinite Crisis #6 (2006).                                    |
| Terra 5                          | Pré-Crise                                      | Bruce Wayne.                                                                      | Teletransportado pelo Vingador Fantasma para um universo sem Krypton e sem super-heróis, o Batman da Terra 1 evitou o assassinato das versões de seus pais da Terra 5 e inspirou o jovem Bruce Wayne daquela Terra a se tornar o novo Batman. Esta Terra foi nomeada em Absolute Crisis On Infinite Earths HC (2006). Esta Terra foi destruída no primeiro capítulo da Crise. | "To Kill a Legend" Detective Comics #500 (1981).              |
| Terra 6                          | Crise nas Infinitas Terras                     | Lady Quark, Lord Volt e Princess Lian.                                            | Onde a Guerra da Independência foi ganha pela Inglaterra. | Crisis on Infinite Earths #4 (1985).                          |
| Terra 7                          | Crise Infinita                                 | Anjo-Negro (contraparte maligna de Donna Troy).                                   | Lá, o Anti-Monitor salvou a Anjo Negro enquanto o Monitor salvou Precursora, esta Terra foi destruída junto com as demais. | DC Special: The Return of Donna Troy #4, (2005).              |
| Terra 8                          | Crise Infinita                                 | Caçadora Helena Bertinelli, Ion Kyle Rayner, Nuclear Jason Rusch, etc.            | Geoff Johns, escritor de Crise Infinita, afirmou em entrevista que "Todos os os personagens criados após a Crise nas Infinitas Terras são habitantes da Terra 8". | Infinite Crisis #5 (2006).                                    |
| Terra 12                         | Pré-Crise                                      | Inferior Five.                                                                    | O lar de todos os personagens de humor da DC. | Showcase Comics #62 (1966).                                   |
| Terra 14                         | Pós-Crise                                      | Desconhecidos.                                                                    | Esta Terra foi citada na série Animal-Man de Grant Morrison. | Animal Man #24 (1990).                                        |
| Terra 17 (Grant Morrison)        | Pós-Crise                                      | Overman.                                                                          | Lar de Overman (contraparte do Superman daquela Terra), citada na série Animal-Man. Overman apareceu em Infinite Crisis #5. | Animal Man #23 (1990).                                        |
| Terra 17 (Pós-Kirby)             | Pré-Crise                                      | Novos Deuses.                                                                     | Conhecida como "O Quarto Mundo", lá aconteceram todas as aventuras do grupo. | First Issue Special #13.                                      |
| Terra 22                         | Pós-52                                         | Versões ultrapassadas do Superman, Batman, Mulher-Maravilha, etc.                 | Onde ocorreu a série Reino do Amanhã. | 52: Semana 52 (2007).                                         |
| Terra 25G                        | Crise Infinita                                 | Desconhecidos.                                                                    | Uma das três Terras nomeadas por Alexander Luthor Jr. à procura de uma "Terra perfeita". | Infinite Crisis #6 (2006).                                    |
| Terra 96                         | Elseworlds                                     | Versões ultrapassadas dos heróis da Terra Pós-Crise.                              | Um futuro alternativo onde Superman se aposentou e retorna após dez anos e vê uma geração de heróis sem lei, o obrigando a voltar à ativa. | Kingdom Come #1 (1996).                                       |
| Terra 97                         | Elseworlds                                     | Universo Tangent.                                                                 | Onde o Coringa é uma criminosa atlética e o Átomo é um super-herói manipulado pelo governo. | DC's Tangent Comics (1997).                                   |
| Terra 154 (Terra T)              | Pré-Crise                                      | Superman Jr. & Batman Jr.                                                         | Lar dos Superfilhos, onde Clark Kent se casou com Lois Lane e Bruce Wayne se casou com Kathy Kane e deixaram legado. Este Terra foi fundida com a Terra 462 por Alexander Luthor em Crise Infinita. | World's Finest Comics #154 (1966).                            |
| Terra 162                        | Pré-Crise                                      | Superman Azul & Superman Vermelho.                                                | Onde o Superman Vermelho se casou com Lana Lang e o Superman Azul se casou com Lois Lane. | Superman (vol. 1) #162.                                       |
| Terra 172                        | Pré-Crise                                      | Batman, Superman, Legião dos Super-Heróis.                                        | Terra onde Bruce Wayne foi adotado pelos Kent e se tornou irmão do Clark e iniciaram suas carreiras de combatentes do crime como Batboy e Superboy, depois emigraram para Gotham City onde Clark Kent é empregado da Gazeta de Gotham. Como Batman, Wayne eventualmente, muda para a Legião dos Super-Heróis do Século XXX. | World's Finest #172.                                          |
| Terra 178                        | Pré-Crise                                      | Superman como Nova.                                                               | Uma Terra onde Superman perdeu seu poderes e adotou a identidade de Nova. | World's Finest #178.                                          |
| Terra 247                        | Pós-Zero Hora                                  | Versões Pós-Zero Hora da Legião dos Super-Heróis.                                 | Seus habitantes são versões dos personagens do século XXXI após o evento Zero Hora. | Legion of Super-Heroes #0 (1994).                             |
| Terra 462                        | Crise Infinita                                 | Mulher Maravilha, Per Degaton, Capitão Nazista, etc.                              | Uma Terra onde a Mulher-Maravilha lutou contra os nazistas na 2ª Guerra Mundial (Série de TV). Esta Terra foi fundida com a Terra 154 por Alexander Luthor Jr. em Crise Infinita. | Infinite Crisis #6 (2006).                                    |
| Terra 616                        | Pós-Zero Hora                                  | Capitão América, Vingadores, X-Men, Homem-Aranha, etc.                            | Embora faça parte do Multiverso separado o encontro entre o Univeso Marvel com a Terra Pós-Crise em 1996 na saga O Conflito do Século. Veja Universo Marvel e Universo DC. | Motion Picture Funnies Weekly (1939).                         |
| Terra 616 (sem nome)             | Crise Infinita                                 | Versões astecas de Superman, Batman e Mulher-Maravilha.                           | Esta Terra foi criada por Alexander Luthor Jr. durante a Crise Infinita, quando ele fundiu a Terra 154 com a Terra 462 (616 é o resultado da soma entre 462 e 154, que é a Terra principal do Universo Marvel). | Infinite Crisis #6 (2006).                                    |
| Terra 898                        | Crise Infinita                                 | Jonah Hex, Quentin Turnbull, El Papagayo, George Barrow, etc.                     | Universo Western, lar de todos os cowboys do Universo DC. | Infinite Crisis #6 (2006).                                    |
| Terra 1191                       | Elseworlds                                     | Batman, Drácula, Charada, Crocodilo, etc.                                         | Terra onde o Batman lutou contra o Drácula, se tornou um vampiro e depois foi morto por Alfred Pennyworth e pelo James Gordon. | Batman and Dracula: Red Rain (1991).                          |
| Terra 1198                       | Elseworlds                                     | Darkseid, Kal-El.                                                                 | O foguete espacial que contém a criança Kal-El desviou sua rota para Terra caindo em Apokolips onde o tirano Darkseid o elevou e o usou para ajudar a conquistar o planeta Terra, até Kal-El se rebelar contra ele. | Superman: The Dark Side #1 (1998).                            |
| Terra 1889                       | Elseworlds                                     | Batman, Jack, o Estripador.                                                       | Uma Terra onde o Batman iniciou sua carreira em 1889 e lutou contra o Jack, o Estripador, que mostra ter sido quem orquestrou as mortes dos seus pais. Foi a primeira de muitas histórias Elseworlds. | Batman: Gotham by Gaslight                                    |
| Terra 1927                       | Elseworlds                                     | Super-Man, Nosferatu, Luthor, etc.                                                | Onde os personagens do Universo DC estavam no cenário do filme Metropolis de Fritz Lang, onde Bruss Wayne-son usa o pseudônimo de Nosferatu e o Super-Man lutou contra Luthor. | Superman's Metropolis (1996).                                 |
| Terra 1938                       | Elseworlds                                     | Clark Kent, Lois Lane, Lex Luthor, Marcianos, etc.                                | Um mundo onde Clark Kent morreu salvando a Terra da invasão de Marte em 1938. A 2ª Guerra Mundial nunca ocorreu pois Adolf Hitler foi morto pelos marcianos em 1938. O Clark Kent deste universo tem os poderes e a roupa da encarnação do nosso Superman. | Superman: War of the Worlds #1 (1998).                        |
| Terra 3181                       | Crise Infinita                                 | Desconhecidos.                                                                    | Uma das três Terras nomeadas por Alexander Luthor Jr. à procura de uma "Terra perfeita". | Infinite Crisis #6 (2006).                                    |
| Terra 9602                       | Pós-Crise                                      | Supersoldier, Dark Claw, A Amazona.                                               | Amalgam Comics, quando as editoras DC e Marvel resolveram fundir seus pesonagens. | DC vs Marvel (1996).                                          |
| Terra A                          | Pré-Crise                                      | Liga Sem Lei.                                                                     | Johnny Thunder II de lá é vilão e seu grupo é a contraparte maligna da Liga da Justiça (similar ao Sindicato do Crime). | Justice League of America #37 (1965).                         |
| Terra B                          | Pré-Crise                                      | Versões de vários personagens da Terra 1 e da Terra 2.                            | É a linha de tempo divergente da Terra 1 ou qualquer outra Terra, um exemplo é se a Mulher-Gato cometer um assassinato que poderia ocorrer nas Terras 1 e 2 romperia com o código moral das duas personagens. O personagem principal é o Batman (que protagonizaria suas histórias neste evento). | The Brave and The Bold.                                       |
| Terra C                          | Pré-Crise                                      | Captain Carrot, Fastback, Yankee Poodle, etc.                                     | Lar do grupo Zoo Crew (todos animais tipo Disney e Warner). | New Teen Titans #16 (1982).                                   |
| Terra C-menos                    | Pré-Crise                                      | Super-Sqiurrel, Batmouse, The Crash, Aquaduck, etc.                               | Just'a Lotta Animals (contrapartes antromórficas dos heróis da JLA) é uma HQ publicada na Terra C... é sério!!!!! | Captain Carrot and His Amazing Zoo Crew #14 (1983).           |
| Terra D                          | Pós-Crise retcon de Crise nas Infinita Terras. | Aliança da Justiça da América (Justice Alliance of America).                      | Terra da JLA com diversidade étnica. Superman Negro, Flash Japonês, Lanterna Brasileiro... | Legends of the DC Universe: Crisis on Infinite Earths (1999). |
| Terra I                          | Pré-Crise                                      | Insetos.                                                                          | Um mundo criada por Despero habitado por insetos. | Justice League of America (vol.1) #26.                        |
| Terra M                          | Pré-Crise                                      | Marinhos.                                                                         | Uma Terra criada por Despero habitado por seres marinhos. | Justice League of America (vol.1) #26.                        |
| Terra Q                          | Crise Infinita                                 | Desconhecidos.                                                                    | Uma das três Terras nomeadas por Alexander Luthor Jr. à procura de uma "Terra perfeita". | Infinite Crisis #6 (2006).                                    |
| Terra R                          | Pré-Crise                                      | Répteis.                                                                          | Um mundo criado por Despero habitado por répteis. | Justice League of America (vol.1) #26.                        |
| Terra Omega (Sem Nome)           | Crise nas Infinitas Terras                     | Pariah.                                                                           | Esta Terra oficialmente não tem nome, mas os fãs a chamavam de Terra Omega. A Terra onde viveu um jovem chamado Jerry Allen, era um detetive de Central City e parente de Barry Allen até que o acelerador de particulas explodiu acertando um raio nele. Então ele obteve super velocidade e se batizou de ''O Velocista'' e então ele lutou contra outro velocista e ganhou nova velocidade e contendo 2 personalidades. | Crisis on Infinite Earths #7.                                 |
| Dreamworld (O Mundo dos Sonhos)  | Pós-Crise                                      | Sindicato do Amor do Mundo dos Sonhos (Love Syndicate of Dreamworld).             | Um mundo onde residem as versões hippies dos heróis, Sunshine Superman (Superman negro estilo Black Power), Speed Freak (o Flash que é mulher), Lanterna Mágico (Lanterna Verde punk). Em uma história de Grant Morrison, eles encontraram com o pessoal da Terra 17. | Animal Man #23 (1990).                                        |
| Mundo Compacto (Pocket Universe) | Pós-Crise                                      | Superboy, Matriz, etc.                                                            | Primeira Terra alternativa após Crise nan Infinitas Terras, um mundo artificial criado pelo Senhor do Tempo a fim de enganar a Legião dos Super-Heróis. | Superman #8 (1987).                                           |
| Terra Pós-Crise (Sem nome)       | Pós-Crise                                      | Todos os habitantes são da Terra reconstituida após a Crise nas Infinitas Terras. | É o resultado da fusão das Terras 1, 2, 4, S e X quando os heróis foram para a Aurora dos Tempos enquanto os vilões seguiram para o momento em que Krona, em OA, ativa o seu equipamento para ver o surgimento do universo. No momento da partida surge o Superboy da Terra Prime, único sobrevivente de sua dimensão. Os vilões acabam não conseguindo impedir Krona, mas a força conjunta dos heróis, Magos e do Espectro impede o poderoso Antimonitor, mas uma grande mudança é operada: o que antes nasceu como os múltiplos universos agora surge como um universo unificado. Uma única Terra renasce!! Este mundo foi dividido e reconstruído durante Crise Infinita como “Nova Terra”. | Crisis on Infinite Earths #11 (1986).                         |
| Nova Terra                       | Crise Infinita                                 | Todos os habitantes são da Terra reconstituída após a Crise Infinita.             | Depois da destruição da Torre Multiverso de Alexander Luthor em Crise Infinita, todas as Terras Paralelas criadas se fundiram para um mundo simples, a Nova Terra. A Nova Terra faz parte da continuidade do Universo DC. | Infinite Crisis #6 (2006).                                    |
| Universo de Antimatéria          | Pós-Crise                                      | Sindicato do Crime, Lex Luthor, Justiça Subterrânea, etc.                         | Também conhecida como Universo Negativo; é o lar da versão reformulada do Sindicato do Crime inspirada na Terra 3 Pré-Crise, também descobriu que o Universo Positivo é chamado de "Terra 1" e este Universo é chamado de "Terra 2" e descobriu também que a SCA reside no mesmo Universo de Antimatéria de Qward. | JLA: Earth 2 (2001).                                          |

### Não Classificados
| Designação                     | Era                         | Habitantes | Notas | 1ª Aparição                          |
| ------------------------------ | --------------------------- | --- | --- | ------------------------------------ |
| Terra Pós-Crise (não nominada) | Pós-Crise                   | Todos os residentes da Terra unificada remanescente da "Crise nas Infinitas Terras". | - Contém elementos dos últimos cinco universos existentes antes da Crise. - Este mundo foi dividido e reconstruído, durante a "Crise Infinita", como "Nova Terra". - Foi batizado de Terra-2 pela versão "antimatéria" de Lex Luthor, que chamava seu próprio mundo de Terra-1. - Os fãs têm chamado esta Terra de "Terra-Sigma"; sigma significa soma, resumo; neste caso este universo é a soma de outros cinco. | Crisis on Infinite Earths #11 (1986) |
| (Não designado)                | Túnel do Tempo (Elseworlds) | Versões russas de Superman, Batman e Mulher-Maravilha; uma versão da Tropa dos Lanternas Verdes. | - Terra onde a nave do Superman aterrissou numa Smallville comunista. - Bizarro visitou esta Terra no arco "With a Vengeance!" da revista Superman/Batman. | Superman: Red Son #1 (2003)          |
| Universo Compacto              | Pós-Crise                   | A primeira versão pós-Crise do Superboy, dos residentes da Zona Fantasma: General Zod, Quex-Ul, Faora Hu-Ul, e Supergirl (Matrix). Nesta Terra também há versões de Bruce Wayne, Oliver Queen, Lex Luthor, Lana Lang e Jonathan e Martha Kent. | - Primeira Terra alternativa após a Crise. - Era um mundo artificial criado pelo Senhor do Tempo, inimigo da Legião dos Super-Heróis, para ser a origem do legendário Superboy que inspirou a criação da Legião. Foi devastada pelos vilões kriptonianos que escaparam da Zona Fantasma. | Superman #8 (1987)                   |
| Universo de Antimatéria        | Pós-Crise                   | Sindicato do Crime da América: Ultraman, Supermulher, Coruja, Anel Energético e Johnny Quick. Justice Underground: Alexander Luthor, Sir Solomon Grundy, General Grodd, Q-Ranger, Lady Sonar, Safira Estrela e Quizmaster.                     | - Terra Antimatéria pós-Crise onde a "Liga da Justiça" é um grupo de vilões chamados Sindicato do Crime cuja motivação se baseia no ideal "Cui Bono?" ("Quem se beneficia?"); são inspirados na grupo da Terra-3 pré-Crise. - Originalmente, o Luthor da Terra-3, uma vez que descobriu o universo de matéria positiva, se referia ao seu mundo como Terra 1 a àquele universo de Terra 2 (sem hífens). Aparições posteriores convencionaram o uso do nome desta Terra e passaram a referir-se a ela simplesmente como Terra do Universo de Antimatéria e também foi estabelecido que esta Terra existe no mesmo universo de Antimatéria que Qward. | JLA: Earth 2 (2001)                  |
| O Quarto Mundo                 | Pré & Pós-Crise             | Darkseid, Órion, Senhor Milagre, Grande Barda. | - O Quarto Mundo é um continuum habitado pelos Novos Deuses. Seus dois mundos principais, Nova Gênese e Apokolips, são reflexos um do outro: Nova Gênese, resplandecente e gloriosa, governada pelo Pai Celestial, e Apokolips, infernal e assustadora, lar do maléfico Darkseid e seus asseclas. Os habitantes destes mundos visitaram frequentemente as Terras-1 e Pós-Crise, assim como se aventuraram em vários outros mundos paralelos. - O Quarto Mundo não foi afetado pela "Crise nas Infinitas Terras". Não se sabe se esta realidade é um universo definido ou se é algum tipo de dimensão, ligado a cada uma das Terras, como o lar dos Velhos Deuses, o Olimpo ou mesmo Asgard. No entanto, cada Terra possui seu próprio grupo de Novos Deuses, assim como várias versões de Darkseid.                                                                                    | Superman's Pal, Jimmy Olsen #133     |
| Terra-Dakota                   | Pré-Zero Hora               | Ícone, Super-Choque, Hardware e Sindicato de Sangue | - Em 1993, com a iminência da eclosão de uma guerra de gangues (chamada de "Big Bang") em Paris Island, o Prefeito Jefferson ordenou que policiais apergissem em cada membro das gangues um gás lacrimejante experimental, que continha uma substância radioativa que permitiria que fossem rastreados e caçados. Os sobreviventes desta empreitada ficaram conhecidos como "bang babies" e desenvolveram habilidades mutagênicas. - O universo original da Milestone Comics (antiga editora) hoje faz parte da continuidade regular da Terra-0 ou Nova Terra, onde Super-Choque é integrante da equipe Novos Titãs. | Hardware #1 (1993)                   |
| Terra-616                      | Pós-Zero Hora               | Todos os personagens da Marvel Comics. | - Embora sendo parte de um Multiverso distinto, o Universo Marvel interagiu com a Terra Pós-Crise, em 2003, na minissérie LJA/Vingadores. Ver Universo Marvel. | Motion Picture Funnies Weekly (1939) |
| Terra-9602                     | Pós-Crise                   | Universo que é um amálgama dos personagens da DC e Marvel Comics, que inclui Super-Soldado (Superman+Capitão América), Dark Claw (Batman+Wolverine) e JLX (Liga da Justiça+X-Men), entre outros.                                               | - Uma batalha travada entre os personagens Marvel e DC resultou num empate onde ambos os universos foram mesclados. | DC vs Marvel (1996)                  |
| Terra-V (Desconhecida)         | Pré-Crise                   | Richard Turner(Arauto da Tempestade/Stormbringer), Glacial, Força Estelar, entre outros. | - Em Beanwood City o crime é rotina, após uma sequência de crimes na cidade, o detetive Richard Turner é convocado para investigar os casos, mas com o surgimento de supervilões, Rick acaba que secretamente, tornando-se um herói adotando o nome de "Arauto da Tempestade". - Após um acidente, o Doutor Arthur McWaller ficou exposto à grandes substâncias tóxicas, resultando em sua morte, mas devido à estas substâncias, seu corpo se tornou gelo negro garantindo super força, imortalidade e super regeneração, além de soltar gás negro pelo corpo. Mais tarde ele obtém o nome de "Glacial". - Devido à queda de um meteoro vermelho, o especialista John D'arvin foi chamado para analisar seus pedaços, mas acaba encontrando um cristal reluzente, que acaba se fundindo com seu corpo. Mais tarde ele descobre seus poderes e acaba adotando o nome de Força Estelar. | Destino(2018) Golden Studio          |